# Sauvagesia
Sauvagesia là một chi thực vật có hoa trong họ Ochnaceae.

## Hình ảnh

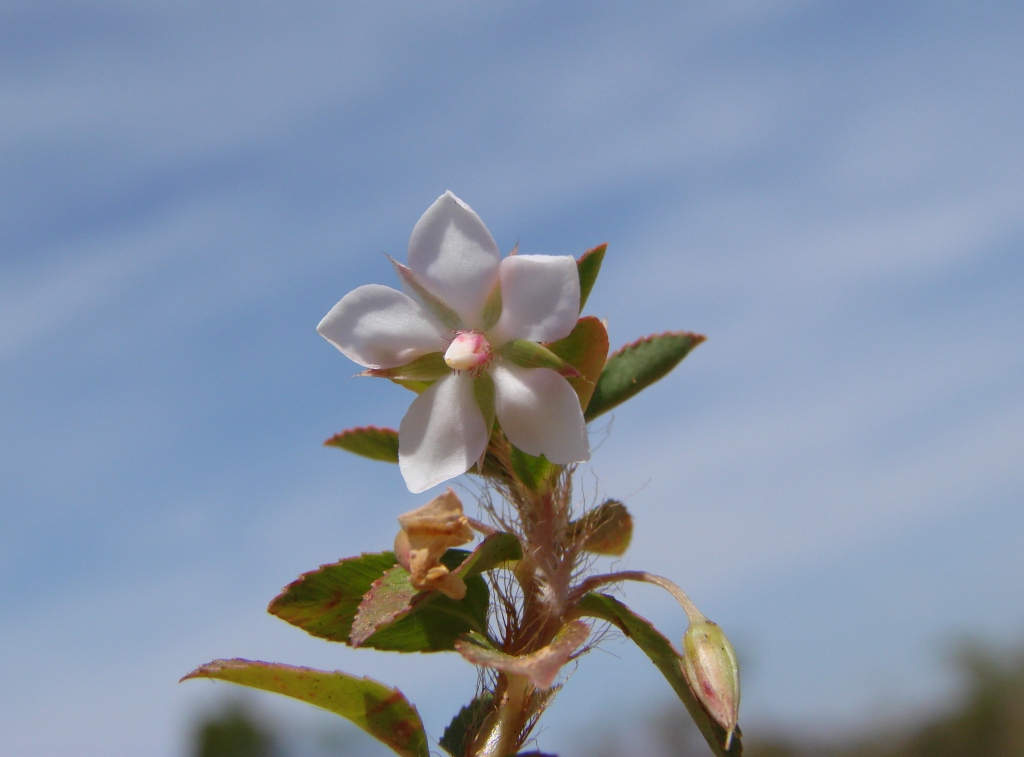

## Loài
Chi Sauvagesia gồm các loài: